# Mário Brusa
Mário Orestes Brusa (Getúlio Vargas, 8 de julho de 1916 — Florianópolis, 9 de março de 1985) foi um advogado e político brasileiro.

## Vida
Filho de Atílio Brusa e de Dominga Maria Favero. Casou com Maria Scott de Almeida Brusa. Bacharelou-se em direito pela Universidade Federal de Santa Catarina.

## Carreira
Foi deputado à Assembleia Legislativa de Santa Catarina na 3ª legislatura (1955 — 1959) e na 4ª legislatura (1959 — 1963), eleito pela União Democrática Nacional (UDN).
Foi deputado à Câmara dos Deputados na 5ª legislatura (1963 — 1967), como suplente convocado.